# Ємашинська сільська рада
Ємаши́нська сільська рада (рос. Емашинский сельский совет) — муніципальне утворення у складі Білокатайського району Башкортостану, Росія. Адміністративний центр — село Ємаші.

## Населення
Населення — 945 осіб (2019, 1069 в 2010, 1218 в 2002).

## Склад
До складу поселення входять такі населені пункти:
| Населений пункт    | Населення, осіб (2002) | Населення, осіб (2010) |
| ------------------ | ---------------------- | ---------------------- |
| Ємаші, село        | 1142                   | 1025                   |
| Шигаєвка, присілок | 76                     | 44                     |